# Парафіївський цукровий завод
50°52′54″ пн. ш. 32°38′52″ сх. д. / 50.88161850° пн. ш. 32.64789200° сх. д.
Парафіївський цукровий завод — підприємство харчової промисловості в селищі Парафіївка Ічнянського району Чернігівської області.

## Історія
Цукровий завод у Парафіївці почали зводити 1846 року на кошти поміщика Василя Тарновського.
Від 1852 року на ньому розпочали виробництво цукру. Уже в перший рік роботи завод приніс чималі прибутки власникові. Це було обумовлено тим, що його побудували за передовими на той час технологіями й встановили нове обладнання.
Підприємство обладнали паровими машинами, завдяки яким завод тривалий час був лідером у цукровій галузі України. Примітно, що тут використовували не кріпацьку, а вільнонайману робочу силу. Парафіївський цукровий завод у ті часи був одним з найпотужніших у регіоні. У 1897 році завод у Парафіївці викупив «цукровий король» Павло Харитоненко. Він дав підприємству ім'я своєї дочки Олени, тому його стали називати Оленівським.
У 1898 році в Парафіївці спеціально для реконструкції цукрового виробництва побудували цегельний завод. Це дало змогу створити нові робочі місця й виробляти якісну цеглу.
У 1903—1904 роках на цукровому заводі відбулася реконструкція і модернізація виробництва. Завод розширили, тут побудували нові приміщення і будинок для працівників. Устаткування вдосконалили й встановили електричні двигуни. Це була найбільша розбудова за історію підприємства.
Після більшовицького перевороту в 1919 році завод і маєток Харитоненка націоналізували. Після цього завод не оновлювали.
У роки Другої світової війни, у період окупації, підприємство продовжувало виробляти продукцію, яку вивозили до Німеччини.
У незалежній Україні завод приватизували. Згодом його власником став народний депутат України Валерій Давиденко. У 2008 році завод ще відпрацював сезон. У 2009-му виробництво зупинили й відтоді будівлі почали занепадати. Хто тепер володіє територією експідприємства і значними земельними площами, на яких вирощувався цукровий буряк, достеменно невідомо.
У 2011 році цукровий завод припинив свою роботу.

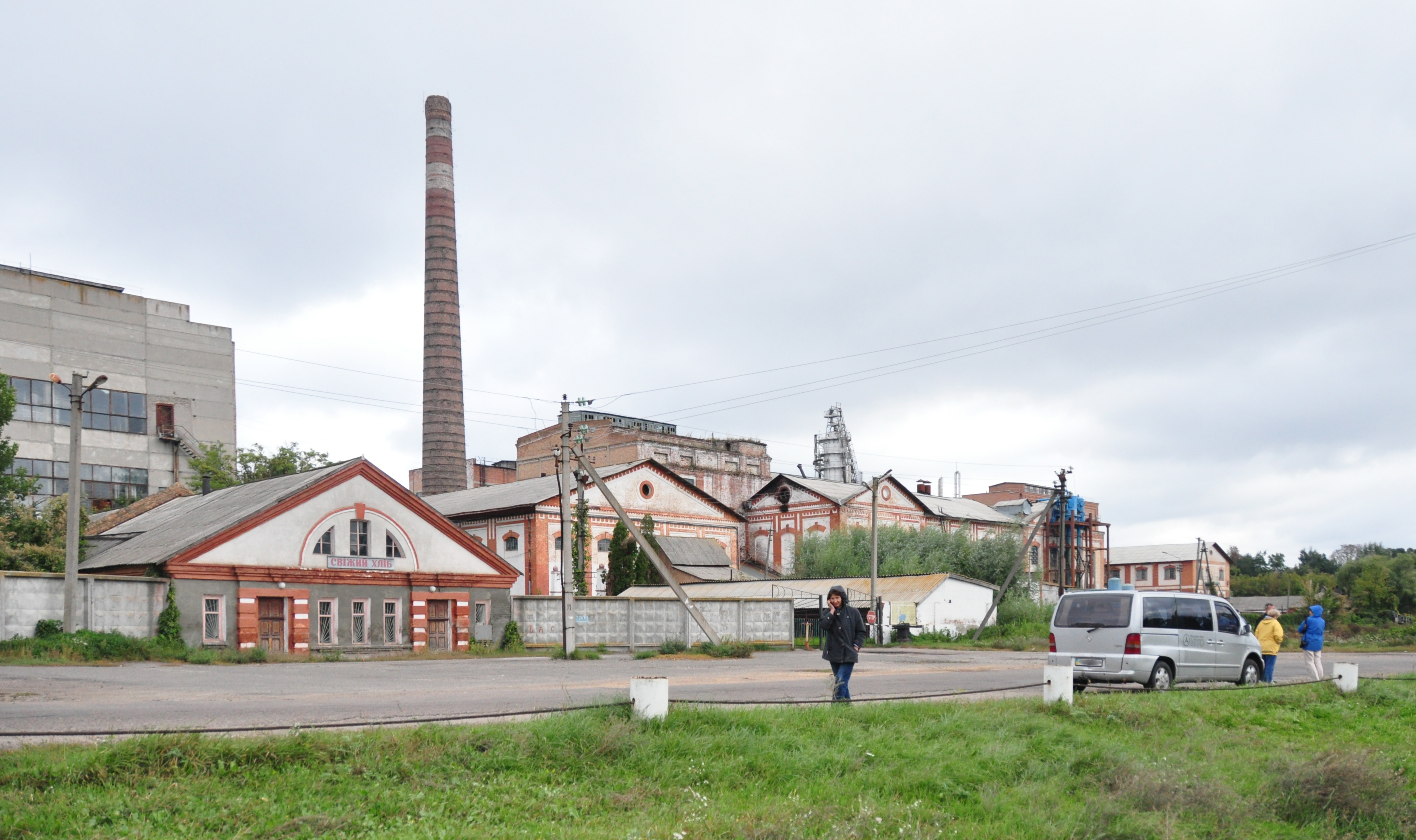
Будівля заводу в 2011 році

Станом на початок 2020 р. будівлі Парафіївського цукрового заводу майже повністю демонтовані — залишилася лише фасадна стіна з боку ставу.

## Цікаві факти
- Парафіївський завод — автентичний, не змінений з панських часів, індустріальний комплекс, площа якого займає декілька десятків гектарів. Варто побачити раритетні будівлі підприємства та величезну димову трубу. У приміщенні досі стоїть обладнання, яким користувались понад 100 років тому. Нині завод варто розглядати як достойний приклад розвитку індустрії позаминулого століття на території України.
- Існують різні версії щодо майбутнього закинутої будівлі. Зараз завод знаходиться у приватній власності, але експерти кажуть — реконструкції він не піддається. Місцеві жителі бачать у ньому загрозу. Будівля перебуває в аварійному стані й бездіяльність може призвести до масштабного забруднення металами та кислотами.
- Від мешканців Парафіївки можна дізнатись цікаві історії та факти про Парафіївський цукровий завод, адже більшість тамтешніх селян пропрацювали на ньому все життя.